# Красна (Селаж)
Красна (рум. Crasna) — село у повіті Селаж в Румунії. Адміністративний центр комуни Красна.
Село розташоване на відстані 392 км на північний захід від Бухареста, 13 км на захід від Залеу, 70 км на північний захід від Клуж-Напоки.

## Населення
За даними перепису населення 2002 року у селі проживали 4378 осіб.
Національний склад населення села:
| Національність | Кількість осіб | Відсоток |
| -------------- | -------------- | -------- |
| угорці         | 3812           | 87,1%    |
| румуни         | 423            | 9,7%     |
| цигани         | 138            | 3,2%     |

Рідною мовою назвали:
| Мова      | Кількість осіб | Відсоток |
| --------- | -------------- | -------- |
| угорська  | 3812           | 87,1%    |
| румунська | 428            | 9,8%     |
| циганська | 135            | 3,1%     |